# 邵琪伟

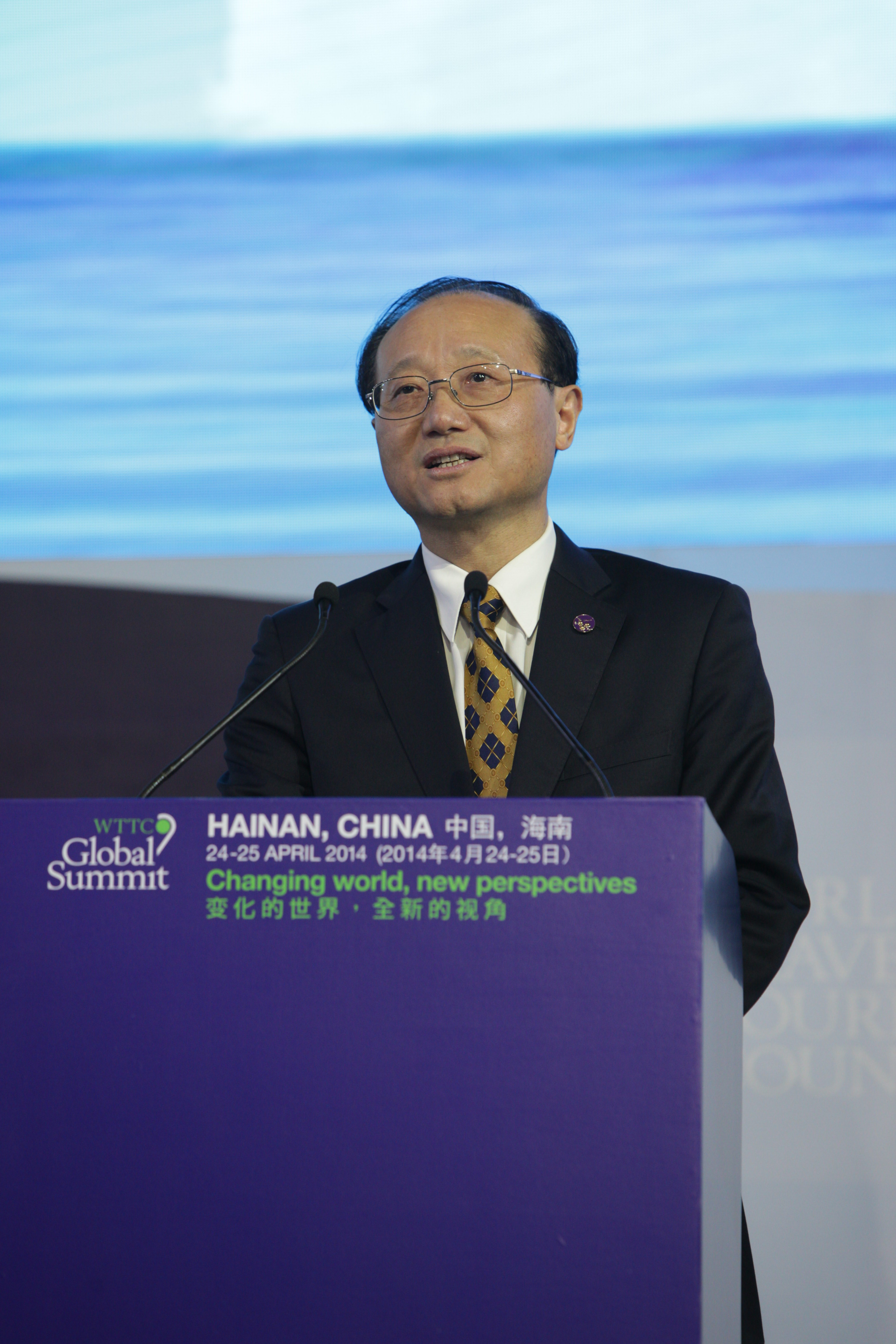
2014年的邵琪伟

邵琪伟（1953年11月—），男，浙江湖州人，中华人民共和国政治人物。曾任国家旅游局党组书记、局长，南开大学兼职教授。

## 生平
1970年加入中国人民解放军。此后在国营东风农场四分场工作。1978年，供职于云南省委办公厅。1984年，任昆明市五华区委书记。1992年，升任中共昆明市委副书记。1994年，任中共临沧地委副书记、书记。1998年，任云南省人民政府省长助理、副省长。
2005年，转任国家旅游局局长、海峽兩岸旅遊交流協會會長。2007年，当选中纪委委员。